# ルーシ-M
ルーシM（ロシア語: Русь-М）は、ロシア連邦で開発が計画されていた次期有人宇宙船打ち上げ用のロケットであり、2015年の初打ち上げを目指していた。2018年にはソユーズ宇宙船の次世代型となる予定のPPTS宇宙船の打ち上げに使用される予定であった。ルーシMはTsSKB-プログレスで設計が進められていたが、2011年10月7日に、ロシア連邦宇宙局の長官が開発中止を明らかにした。
冷戦時代とは異なり、旧ソ連側は国策企業、旧西側は企業グループと分かれて複合しているが、冷戦時期のようにペイロード要求仕様が高いために、ライバル争いによる熾烈な要求仕様の向上が期待されていた。

## 歴史
2009年春、TsSKB-プログレスはロシアの新型の有人宇宙船計画の新しい打ち上げロケットの開発を受注した。計画は2009年のMAKSで発表され2010年8月までにロシア連邦宇宙局へ宇宙船の予備設計が提出されると期待された。

## 要求仕様
ロシア連邦宇宙局からロケットの安全性が提唱され、最大限の信頼性を備えるように求められた。乗員は打ち上げ時のどの段階においても、またロケットが発射台を離れてからは打ち上げの初期段階における緊急事態でも救出できる事を保障する必要があるとしている。将来の重量級打ち上げ装置としてペイロード重量で50～60トンの規模の基本型はもとより、130～150トンの超重量型を提供しなくてはならないと見積もられており、さらに打ち上げ費用を最小限のコストで提供する必要があるとしている。

## 詳細
入手し得るデータによるとルーシ-Mは第一段にケロシンと液体酸素を燃料とするエネゴマシュ製のRD-180を3基使用し、上段にはキマフトマティキが開発した液体水素と液体酸素を燃料とするRD-0146を4基使用すると推定されていた。 無人のペイロードを高度200km、軌道傾斜角51.5°の軌道に23.8トン、有人のペイロードを近点135～遠点400kmの軌道に18.8トン、静止トランスファ軌道に7トン、静止軌道に4トン投入する能力を持つ予定であった。

## 開発
TsSKB-プログレスが計画全体の推進者としてシステム統合すると共に第2段の開発と生産の責任を持ち、マキーエフロケット設計局が第1段の開発を担当し、NPO Avtomatikiが第一段の制御システムを担当する予定であった。

## 種類
複数のルーシ-Mが開発される予定であった。
- ルーシ-MS (ミディアムクラス)
- ルーシ-MP (ミディアムクラス、高高度軌道)
- ルーシ-MT-35 (ヘビークラス)
- ルーシ-MT-50 (ヘビークラス)

| 種類                                     | ルーシ-MS          | ルーシ-MP          | ルーシ-MT-35       | ルーシ-MT-50       |
| ---------------------------------------- | ------------------ | ------------------ | ------------------ | ------------------ |
| 全長                                     | 不明               | 61,1               | 不明               | 不明               |
| 最大寸法                                 | 3,8                | 11,6               | 11,6               | 11,6               |
| 重量                                     | 233—235            | 673                | ≈1100              | ≈1433              |
| 海面高度での推力                         | 391,44—394,8       | ≈915,28            | ≈1947              | 1719,6—1948,88     |
| 低軌道へのペイロード(トン)               | 6,5                | ≈23,8              | 33—36              | 53—54              |
| 静止トランスファ軌道へのペイロード(トン) | 不明               | 不明               | 不明               | 不明               |
| 静止軌道へのペイロード(トン)             | —                  | 4.0                | 7—7,5              | ≈11,5              |
| 第1段                                    | 1 × RD-180         | 3 × RD-180         | 5 × RD-180         | 4 × RD-180         |
| 第1段の推進剤                            | ケロシンと液体酸素 | ケロシンと液体酸素 | ケロシンと液体酸素 | ケロシンと液体酸素 |
| 第1段の推進剤の重量(トン)                | 180                | 540                | 900                | 960                |
| 第2段                                    | 1 × RD-0124        | 4 × RD-0146        | 4 × RD-0146        | 1 × RD-180         |
| 第2段の推進剤                            | ケロシンと液体酸素 | 液体水素と液体酸素 | 液体水素と液体酸素 | ケロシンと液体酸素 |
| 第2段の推進剤の重量(トン)                | 22,5               | 46,5               | 46,5               | 240                |
| 第3段                                    | —                  | —                  | —                  | 4 × RD-0146        |
| 第3段の推進剤                            | —                  | —                  | —                  | 液体水素と液体酸素 |
| 第3段の推進剤の重量(トン)                | —                  | —                  | —                  | 50                 |

1. 1 2 3  ペイロードの重量は、おおよその表示で無人ロケットのオプションに関連付けられる。